# Tangariki Reete
Tangariki Reete (* 1967) ist eine kiribatische Politikerin. Seit 2020 ist sie Sprecherin des kiribatischen Parlaments, des Maneaba ni Maungatabu, und in dieser Funktion die erste weibliche Amtsträgerin.

## Werdegang
Reete trat 2008 in das politische Leben Kiribatis ein und war in diesem Jahr erstmals Mitglied des kiribatischen Parlaments.
2013 wurde sie Ministerin im neu gegründeten Ministerium für Frauen, Jugend und soziale Angelegenheiten Noch 2012 war ein Anlauf zur Gründung eines solchen Ministeriums zunächst gescheitert, so wie sie Reete gemeinsam mit dem nationalen Frauenrat angestrebt hatte. 2014 brachte ihr Ministerium ein Gesetz gegen häusliche Gewalt gegen Frauen auf den Weg. Im selben Jahr sah sie sich Vorwürfen der Opposition ausgesetzt, sie habe sich nach Alkoholkonsum unangemessen verhalten. Präsident Anote Tong wies die Vorwürfe als diffamierend und unbeweisbar zurück.
Am 22. Mai 2020 konnte sie sich bei der Wahl zur Parlamentssprecherin gegen den Kandidaten und Amtsvorgänger Tebuai Uaai mit 25 zu 19 Stimmen durchsetzen und war zu diesem Zeitpunkt die erste Frau in diesem Amt. Zuvor hatte sie ihr Mandat für Betio nach drei Amtszeiten als Parlamentsabgeordnete knapp verloren.